# Gerboldo di Évreux
Gerboldo, in francese Gervold o Gerwald o Gerbaud (VIII secolo – 806 o 807), fu un monaco, incaricato di missioni diplomatiche da Carlo Magno, che divenne vescovo di Évreux e successivamente abate dell'Abbazia di Saint-Wandrille de Fontenelle. È venerato come santo dalla Chiesa cattolica ed è ricordato il 14 giugno.
Era zio di sant'Ansegiso, da cui pose la tonsura verso il 795 e che condusse con sé alla corte di Carlo Magno ad Aquisgrana, dove sovrintendeva ai lavori reali.

## Biografia

### A corte
Gerboldo, divenuto monaco, trascorse parte della sua giovinezza alla corte diventando cappellano della regina Bertrada.
Egli fu poi incaricato di varie missioni diplomatiche per conto di Carlomagno, in particolare presso il capo bretone Anowarith, che regnava sul Cotentin e sull'isola di Angia (oggi isola di Jersey), ma anche presso Offa, re di Mercia, per tentare di negoziare il matrimonio dei rispettivi figli.
Egli era inoltre governatore ed esattore delle imposte a Quentovic e negli altri porti della Manica.

### Vescovo e poi abate
Nel 775 venne nominato vescovo di Évreux, carica dalla quale si dimise nel 786  per ritirarsi come semplice monaco nell'Abbazia di Saint-Wandrille de Fontenelle. 
Egli aveva una bella voce ed una buona conoscenza dell'arte canora e così, divenuto abate nel 787, istituì nell'abbazia una scuola di canto, che divenne celebre presso i religiosi..
Fece poi riedificare l'infermeria, le cucine, la sala comune e molte altre parti dell'abbazia.. 
La sua opera venne continuata dal nipote di Ansegiso, quando divenne a sua volta abate di Saint-Wandrille de Fontanelle nell'823.